# Liberation (álbum)
Liberation es el octavo álbum de estudio de la cantante, compositora y productora estadounidense Christina Aguilera, publicado el 15 de junio de 2018 por RCA Records. Es el primer material discográfico de Aguilera en casi seis años, luego de Lotus (2012). El álbum esta bajo la producción del polémico rapero Kanye West y de los cantantes o compositores Anderson Paak, Che Pope, Mike Dean, Honorable C.N.O.T.E y Tayla Parx. Además cuenta con colaboraciones con Demi Lovato, Keida, Shenseea, Ty Dolla Sign, 2 Chainz y XNDA. El álbum incluye géneros musicales tales como R&B, Hip Hop, Baladas, Soul, Pop Rock y Trap. El álbum se convirtió en el más aclamado en la carrera de Aguilera por parte de la crítica según Metacritic, superando al quinto álbum de Aguilera, Back to Basics (2006).
Previo al lanzamiento del álbum dos sencillos fueron lanzados para su promoción, siendo el primero «Accelerate», con la colaboración de Ty Dolla Sign y 2 Chainz, el segundo sencillo del álbum se titula «Fall in Line» en la colaboración con la cantante Demi Lovato.
Liberation debutó número 6 en la lista Billboard 200, con esto se convierte el séptimo top 10 en dicha lista para Aguilera. El álbum logró debutar en el top 10 de países como Australia, Austria, Suiza, Canadá, Portugal, Rusia, Taiwán y España en el cual logró número 1 en estos tres últimos países. Para promover el álbum, fue anunciada una gira de conciertos para septiembre de 2018, titulada "The Liberation Tour", el regreso a los escenarios de la cantante tras estar una década sin salir de gira. El álbum recibió dos candidaturas a la ceremonia de los Premios Grammy 2019, con «Fall in Line» con Demi Lovato y «Like I Do» con GoldLink por las categorías Best Pop Duo/Group Performance y Best Rap/Sung Performance respectivamente.

## Antecedentes
Tras el lanzamiento de su séptimo álbum Lotus, Aguilera tomó un descanso profesional para centrarse en la música y su familia. Más tarde, en abril de 2014, Aguilera confirmó que estaba trabajando en música nueva, durante el embarazo. En 2015, Aguilera también participó en algunos episodios de la serie de televisión Nashville, teniendo dos nuevas canciones. Más tarde, en octubre de 2015, Aguilera anunció durante una entrevista para Today Show que estaba grabando dos álbumes: uno en inglés y otro en español (que estaba programado para ser el segundo después de Mi reflejo de 2000). Durante la entrevista, ella también elaboró el proceso de trabajo del álbum, diciendo: "He estado trabajando y acumulando ideas para lo que será mi próximo álbum en los últimos años. Estoy emocionado de que mis fanáticos finalmente estar obteniendo algo de mí, ¡ha pasado un tiempo!". En 2016, regresó a The Voice en la temporada diez, ganando la serie con su concursante Alisan Porter, convirtiendo a Aguilera en la primera entrenadora en ganar la serie en ese momento. Durante una entrevista promocional para el programa de televisión, Aguilera afirmó sobre el álbum: "Será un álbum de libertad".
El 16 de junio de 2016, Aguilera lanzó la canción «Change», dedicada a las víctimas del tiroteo del club nocturno de Orlando, mientras que el 23 de agosto de 2016 lanzó "Telepathy" para la serie de televisión The Get Down, que encabezó la lista de las canciones de Billboard Dance Club de los Estados Unidos. En 2018, los medios informaron que Aguilera estaba colaborando con Demi Lovato, quien confirmó una colaboración. En marzo de 2018, un fragmento de baja calidad de una canción llamada «Masochist» se filtró en línea, así como la demo de la canción «Fall in Line», lo que provocó rumores de que se suponía que las canciones estaban en el álbum. El 3 de mayo de 2018, Aguilera lanzó el primer sencillo promocional «Accelerate» con la cantante estadounidense Ty Dolla Sign y el rapero 2 Chainz, así como su video musical, al tiempo que confirma el título del álbum, Liberation, y su arte, pista listado y anunció que el álbum estaba disponible para pre-orden en línea.

## Grabación
La grabación del álbum inicialmente se realizó a principios de 2014. En las primeras etapas, el primer productor que se confirmó que estaba trabajando con Aguilera fue Pharrell Williams, que según la cantante, tenía una canción que amaba. En 2015, Aguilera confirmó que todavía estaba escribiendo y reuniendo canciones para el álbum para al final grabarlas. A fines de noviembre de 2015, Aguilera confirmó que estaba trabajando nuevamente con la colaboradora de mucho tiempo Linda Perry con quien trabajó para éxitos como «Beautiful» (2002). En febrero de 2017, Aguilera afirmó que estaba agregando los toques finales al álbum, sin embargo, en el mismo mes, Tayla Parx confirmó que había trabajado con Aguilera, así como con Da Internz, Kanye West y PartyNextDoor. Más tarde, la revista Billboard reveló que Aguilera conoció a West en el estudio Shangri La de Rick Rubin en Malibu, California, unos meses antes de que West publicara "The Life of Pablo" en 2016. Acerca de West, comentó: "Siempre he sido una gran admiradora de Kanye. Fuera de, ya sabes, sus aspectos controvertidos, creo que es un gran artista y creador de música y beatmaker. Los artistas que elige arrancar de diferentes facetas de la vida son tan interesantes. Produjo «Accelerate» así como «Maria», que es el favorito y más personal (en el álbum) de Aguilera.
Más tarde, en septiembre de 2017, Aguilera ingresó nuevamente al estudio para trabajar con Mark Ronson y Anderson Paak. Aguilera también mencionó que trabajó con Paak, que produjo dos canciones, al decir: "Él y yo nos conectamos a lo grande. Era como, '¡Te veía en TRL!' Es un gran letrista, cantante de soul y rapero. Y él lo hace bien a la batería". Billboard también reveló que "Liberation" tendría una colaboración con Demi Lovato, que estaba en la misma canción coescrita por la cantante y compositora Julia Michaels. Comentando sobre la elección de Lovato, Aguilera afirmó: "Revisamos algunos nombres de mujeres. Necesitaba un cantante de verdad, y ella lo llevó al siguiente nivel. Casi lloré cuando la escuché por primera vez en el disco". El cantante y compositor Jon Bellion confirmó en un tuit ahora eliminado que él es el productor detrás de «Fall in Line». La cantante reveló que durante el proceso de trabajo del álbum ella lamentó no tener a Cardi B y Childish Gambino en el álbum; la primera "se perdió en la confusión", después de que un productor lo desalentara para trabajar con ella, mientras que el último estaba trabajando en la serie de televisión Atlanta y los dos nunca tuvieron tiempo de materializar la colaboración.

## Composición

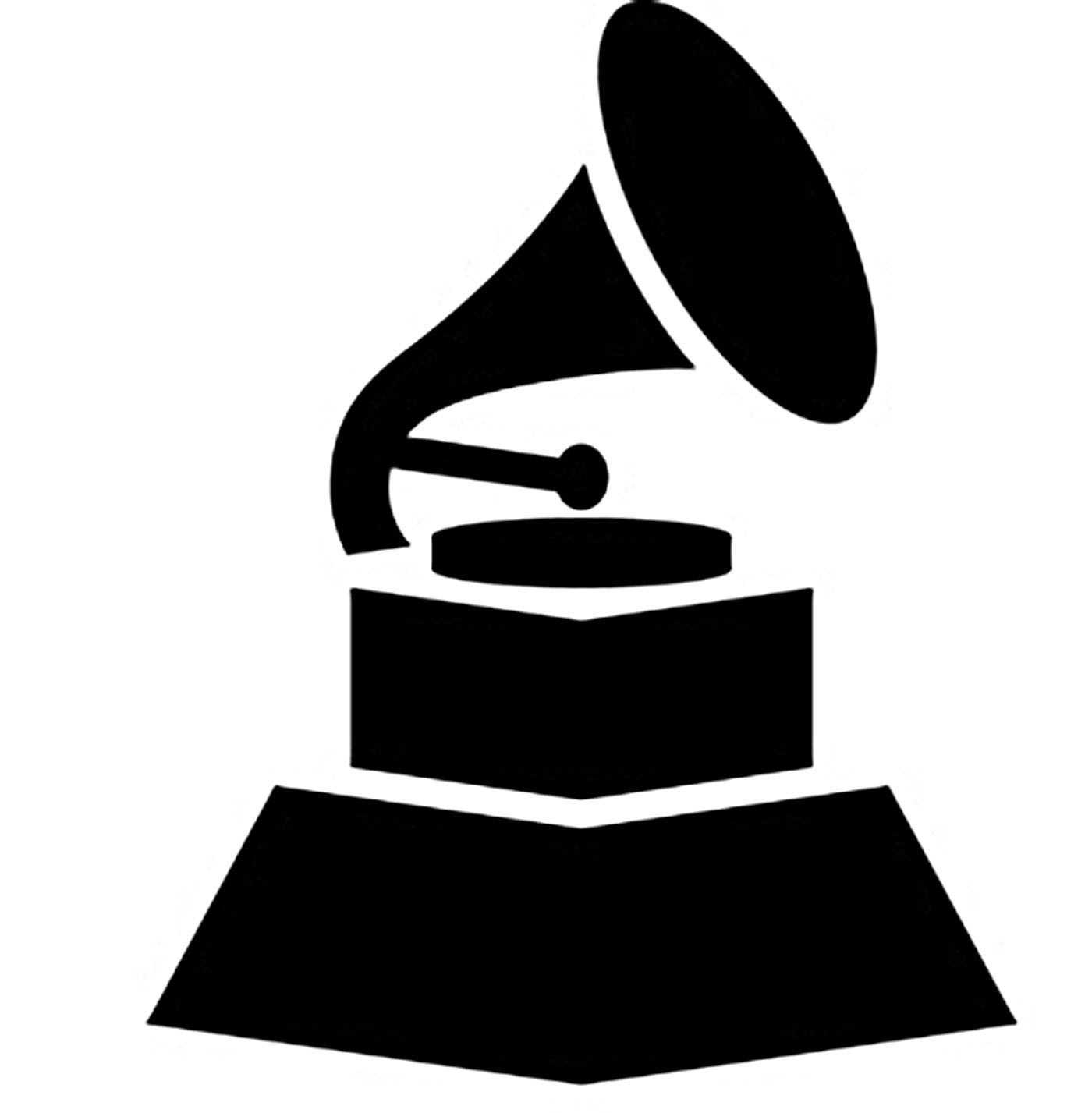
El álbum contó con dos candidaturas a la ceremonia de los Premios Grammy 2019.

Liberation fue descrito como un álbum "inspirado en el hip-hop y el R&B" por Billboard. Aguilera comentó: "Para mí, no hay nada como un sorprendente ritmo de hip-hop", mientras que también afirma: "Al final del día, soy un cantante de soul. Cuando te deshaces de las palabras 'estrella del pop' y las muchas cosas que he hecho, cantar con el alma es donde está mi centro, mi raíz y mi corazón en realidad. Y como pueden ver, es en lo que estoy inspirada". Billboard describió la tercera canción, «María», como "una canción palpitante e intrincadamente orquestada que incluye una muestra de Michael Jackson y una introducción extendida en la que Aguilera canta". Aguilera comentó que la influencia detrás del título era el personaje de Julie Andrews en la película, así como su segundo nombre, y agregó: "Dentro de mi casa una forma de escapar para mí era abrir la ventana de mi dormitorio y cantar al mundo fingiendo que estaba ella. Se trata de volver con esa niña que solo quiere cantar por todos los motivos, no necesariamente por los charts y todas las cosas que este tipo de negocio le hace a lo largo de los años y la forma en que se ve haciendo música."
La introducción a «Fall in Line», el dúo con Lovato, es la canción "Dreamers", que presenta a un grupo de jóvenes mujeres que declaran objetivos como 'Quiero ser periodista', 'Quiero ser escuchada', 'Quiero ser presidente'". «Fall in Line» ha sido descrito como un himno feminista. Aguilera afirmó que la canción se grabó hace unos años y antes de que surgieran movimientos como Time's Up y Me Too. Ella agregó: "Era la canción que necesitaba ser escuchada. Por lo que fui testigo cuando iba naciendo (la canción), siempre me sentí realmente motivado a tener una voz que mi madre nunca tuvo en mi niñez. Así que siempre quise para ser ese defensor de las mujeres y de cualquiera que estuviera luchando por tener su propia voz". También explicó que la canción «Sick of Sittin» nació de sentirse estancado en un lugar por mucho tiempo, sintiéndose un poco durmiente. Cada vez que te sientas demasiado cómodo en un lugar donde simplemente sientes que no estás viviendo a tu máximo potencial, es hora de darle la vuelta al guion y moverte".

## Título y temática del disco
Sobre el título del álbum, Aguilera explicó: "Quería tener un título que significara liberarme de cualquier cosa que no fuera mi verdad. Es una constante en la vida de todos: cada vez que te sientes reprimido en una situación actual en la que te sientes que no eres del todo ni te empapas con las opiniones de otras personas, o cuando sientes que estás atrapado en un lugar estancado".
En la portada de mayo de 2018 de la revista Paper, Aguilera apareció sin maquillaje y en topless, y dijo: "Estoy en el lugar, incluso musicalmente, donde es una sensación liberadora poder despojarse de todo y apreciar quién eres y tu belleza cruda". El estilo de fotografía similar fue elegido para la portada en negro y blanco de Liberation, posando con un aspecto natural, en donde Aguilera se ve de cerca. La portada de la edición estándar fue revelada en el sitio web de Aguilera el 3 de mayo de 2018 en blanco y negro.

## Promoción

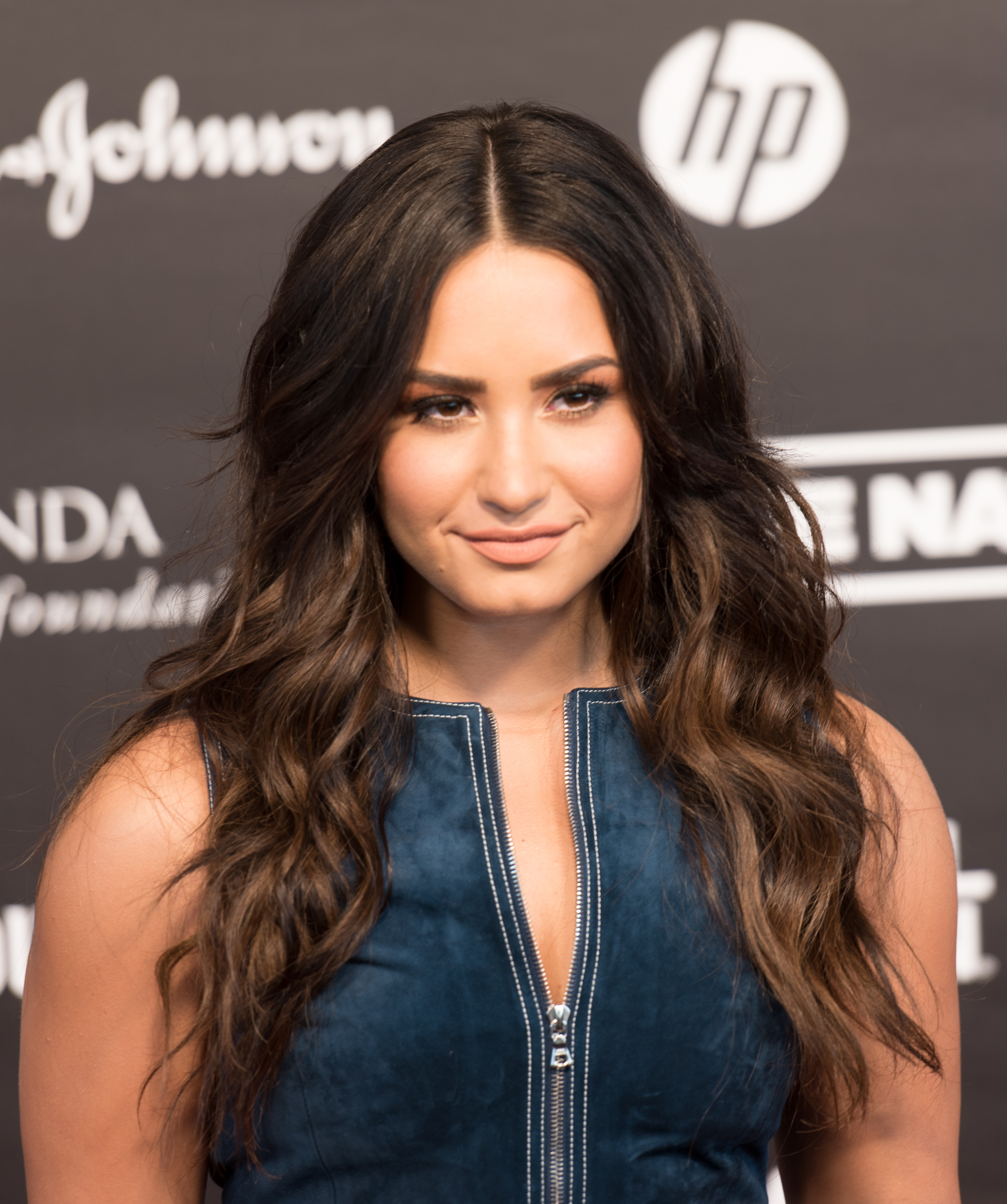
Aguilera colaboró con Demi Lovato (en la foto) para «Fall in Line», diciendo sobre Lovato "ella lo llevó al siguiente nivel (la canción). Casi lloré cuando la escuché por primera vez en el disco".

El 28 de abril de 2018, Aguilera tuvo un concierto en Durante el Gran Premio de Azerbaiyán de Fórmula 1, donde dio a conocer un video promocional como una introducción para el próximo álbum. El 3 de mayo de 2018, se confirmó que la fecha de liberación de "Liberation" en los Estados Unidos sería el 15 de junio y un avance titulado "Liberation: Where's Maria?" fue lanzado el 4 de mayo a través de su canal oficial en Youtube en el cual ella habló sobre la inspiración y el concepto del álbum. Aguilera cantó "Fall in Line" con Demi Lovato en los Billboard Music Awards 2018 el 20 de mayo. El 9 de mayo de 2018, Aguilera anunció que se embarcará en Liberation Tour para apoyar el álbum, que será su primera gira despiés de más de una década desde Back to Basics Tour en el año 2006. El 14 de junio, Aguilera interpretó de incógnito en los subterráneos del metro de New York "Think" de Aretha y"Fighter", y en el estudio cantó "Fall in Line" en The Tonight Show protagonizada por Jimmy Fallon. Al día siguiente, actuó en Today Show cantando «Cant Hold us Down», «Fall in Line» y «Fighter», y fue entrevistada en Total Request Live.

### Sencillos
"Accelerate" con el cantante Ty Dolla Sign y el rapero 2 Chainz fue lanzado el 3 de mayo de 2018, como el sencillo principal del álbum. El vídeo musical se estrenó en el canal Vevo de Aguilera el mismo día. El 11 de mayo de 2018, "Twice" se lanzó como un sencillo promocional del álbum. «Fall in Line» con la cantante y compositora Demi Lovato fue lanzado el 16 de mayo de 2018, como el segundo sencillo oficial del álbum, el cual promocionó en los Billboard Music Awards y lanzó vídeo musical.

### Tour y residencia en Las Vegas
Para promoción del álbum salió de gira por América del Norte (excepto México) con su gira The Liberation Tour a finales del 2018, la gira fue pautada con fecha de inicio para el 25 de septiembre de 2018 en Miami, Florida, recorriendo varias ciudades entre Estados Unidos y Canadá, a esperas de que se añadan nuevas fechas. Esta gira enmarcó el regreso a los escenarios de la cantante, desde su último tour en 2006, el Back To Basics Tour, tras estar una década sin salir de gira, luego de la cancelación de la gira Bionic Tour en 2010, a pesar de haber ofrecido diferentes conciertos puntuales durante este periodo de tiempo. 
A principios del 2019 se anunció su residencia en Las Vegas, Christina Aguilera: The Xperience, con pocas fechas y que tendrá lugar en el Zappos Theater del casino Planet Hollywood Resort & Casino, en Las Vegas.  Está previsto que empiece el 31 de mayo de 2019 y la última actuación será el 5 de octubre. Los conciertos son producidos por Live Nation Entertainment. Después, a principios del mes de marzo anunció una pequeña gira para Europa, The X Tour, el cual es la primera vez en 13 años que Aguilera realizaba un tour en dicho continente, por consiguiente a principios del mes de septiembre anunció que extendería su gira por México agregando tres fechas para ese país en Monterrey, Guadalajara y Ciudad de México siendo por el momento el único país latinoamericano a visitar.

## Crítica
El material discográfico ha recibido críticas positivas de los críticos convirtiéndolo en el álbum más aclamado de la carrera de Aguilera superando a Back to Basics (2006). En Metacritic, que asigna una calificación normalizada de 100 a las críticas de los principales críticos, Liberation tiene un puntaje promedio de 71 basado en 16 críticas, lo que indica "revisiones generalmente favorables". Alim Kheraj de The Observer alabó el álbum por estar "en su emancipación más artística". Brittany Spanos de Rolling Stone etiquetó el álbum como "Xtina en su apogeo" y afirmó que "los mayores atributos de Aguilera es que rara vez ha jugado a lo seguro". Mesfin Fekadu encontró el álbum "magistralmente cohesivo" para The Washington Post, agregando "que era como The Emancipation of Mimi (2005) de Mariah Carey" y que le recordó al mundo que no cuenta la diva. El crítico del New York Times, Jon Pareles, felicitó los estilos experimentales del álbum incorporando varios géneros y escribió que "los extravagantes afilados vocales [de Aguilera] se conectan con una emoción arrolladora". El escritor de HipHopDX, Trent Clark, opinó que a pesar de la "lírica ocasional quemada", el álbum presenta la voz "celestial" de Aguilera que era "una oferta bien calculada de una leyenda viviente cuyas habilidades todavía están intactas". La liberación parecía ser personal, todavía "resuena emocionalmente" a pesar de no ser "una ruta fácil". Claire Lobenfeld de Pitchfork, aunque no estaba impresionado con los "momentos progresivos" del álbum como «Pipe» o «Accelerate», afirmó que los "momentos fuertes" del álbum como en «Fall in Line» crearon "un primer paso prometedor hacia un auténtico momento de pop-renacimiento" que fueron comparables a Janet Jackson o Whitney Houston.
Nick Levine, de NME, comentó que aunque Liberation "puede carecer la gran ambición y los grandes éxitos del pop de sus días de gloria", el álbum fue "cohesivo y sorprendentemente discreto" que puede revitalizar la carrera de Aguilera. El Neil McCormick de Telegraph, por el contrario, desaprobó estilos de música del álbum que incorporen 'rock, R&B, soul, hip hop, reguetón y baladas himno' que 'nunca se asienta en una experiencia de sonido coherente'. Sal Cinquemani de Slant Magazine compartió un punto de vista similar, comentando que el álbum carecía de cohesión al ser "progresista" y "frustrantemente seguro".

### Listas de final de año
Liberation fue incluido en varios listados de final de año.
| - Buzznet, Los mejores álbumes del 2018 - Cosmopolitan, El 16 mejor álbum del 2018 - NPR, Top 15 de los mejores álbumes del 2018 - Gulf News, los mejores lanzamientos de música de 2018 (mediados de año). | - PopCrush, los 20 mejores álbumes del 2018 - Ranker, los 25 mejores álbumes del 2018 - Rolling Stone, los 20 mejores álbumes del 2018 |

## Rendimiento comercial
Liberation debutó número 6 en la lista Billboard 200 con ventas de 68,000 de las cuales 62,000 son ventas puras (el resto de streaming), con esto se convierte el séptimo top 10 en dicha lista para Aguilera. El álbum logró debutar en el top 10 de países como Australia, Austria, Suiza, Canadá, Portugal, Rusia, Taiwán y España en el cual logró número 1 en estos tres últimos países.

## Lista de canciones
| Liberation |                                             | |                                                                                 |          |  |
| N.º        | Título                                      | Escritor(es) | Productor(es)                                                                   | Duración |  |
| 1.         | «Liberation»                                | Nicholas Britell | Nicholas Britell                                                                | 1:47     |  |
| 2.         | «Searching for Maria»                       | Richard Rodgers, Oscar Hammerstein II |                                                                                 | 0:25     |  |
| 3.         | «Maria»                                     | Christina Aguilera, Kanye West, Ross Birchard, Ilsey Juber, Jahron Brathwaite, Tayla Parx, Che Pope, Noah Goldstein, Lawrence Brown, Linda Glover, Horgay Gordy, Allen Story | Kanye West, Che Pope, Hudson Mohawkea, Noah Goldsteina                          | 4:34     |  |
| 4.         | «Sick of Sittin'»                           | Aguilera, Brandon P. Anderson, Melvin Henderson, Whitney Phillips, Janne Schaffer                                                                                            | Anderson .Paak Mell Beats                                                       | 4:00     |  |
| 5.         | «Dreamers»                                  | |                                                                                 | 0:36     |  |
| 6.         | «Fall in Line» (con Demi Lovato)            | Aguilera, Audra Mae, Jonathan Bellion, Jonathan "Jonny" Simpson, Mark Williams, Raul Cubina                                                                                  | Jon Bellion, Mark Williamsa, Raul Cubinaa                                       | 4:06     |  |
| 7.         | «Right Moves» (con Keida y Shenseea)        | Aguilera, Marcos "Kosine" Palacios, Bryan Nelson, Julia Michaels, Justin Tranter, Tayla Parx, Makeida Beckford, Chinsea Lee                                                  | Bryan "Composer" Nelson, Kosine Che Popea                                       | 3:48     |  |
| 8.         | «Like I Do» (con GoldLink)                  | Jonathan Park, D'Anthony Carlos, Aguilera, Sang Hyeon Lee, Taylor Parks, Brandon Anderson, Whitney Phillips                                                                  | Anderson Paak, BRLLNTa, Dumbfoundeadb                                           | 4:49     |  |
| 9.         | «Deserve»                                   | Uzoechi Emenike, Julia Michaels | MNEK                                                                            | 4:23     |  |
| 10.        | «Twice»                                     | Kirby Dockery | Dockery                                                                         | 4:02     |  |
| 11.        | «I Don't Need It Anymore (Interlude)»       | Aguilera | Aguilera                                                                        | 0:54     |  |
| 12.        | «Accelerate» (con Ty Dolla $ign y 2 Chainz) | Aguilera, Kanye West, Michael Dean, Christopher Pope, Ernest Brown, Carlton Mays, Jr., Badrilla Bourelly, Ilsey Juber, Parks, Tyrone Griffin, Jr., Tauheed Epps, Dockery     | West, Mike Dean, Che Pope, Charlie Heata, Honorable C.N.O.T.E.a, Eric Danchickb | 4:03     |  |
| 13.        | «Pipe» (con XNDA)                           | Aguilera, Kai Wright, Sean Seaton, Pope, Rene Hill, XNDA | Sango, Neenyo, Che Pope                                                         | 4:05     |  |
| 14.        | «Masochist»                                 | Aguilera, Tim Anderson, Darhyl "DJ" Camper Jr., Juber | Darhyl "DJ" Camper Jr., Tim Anderson                                            | 3:30     |  |
| 15.        | «Unless It's with You»                      | Aguilera, Eric Frederic, John Theodore Geiger II, Kaj Hassle, Gamal Lewis, Thomas Peyton                                                                                     | Ricky Reed                                                                      | 4:17     |  |
| 49:19      |                                             | |                                                                                 |          |  |

Notas:
- a indica el coproductor
- b indica el productor adicional

### Créditos extra
- «Maria» contiene una muestra de «Maria (You Were the Only One)», escrita por Lawrence Brown, Linda Glover, Horgay Gordy y Allen Story, interpretada por Michael Jackson.
- «Sick of Sittin» contiene una muestra de «No Registration», escrita e interpretada por Janne Schaffer.
- «Accelerate» contiene una muestra de «I Like Funky Music» de Uncle Louie, y «I Feel So Good Inside», escrita por Ronald Brown, interpretada por The Techniques IV.

## Charts
| América del Norte               |                    |                      |    |
| Canadá                          | Billboard          | Canadian Albums      | 5  |
| Estados Unidos                  | Billboard          | Billboard 200        | 6  |
| Estados Unidos                  | Billboard          | Digital Albums       | 3  |
| Asia                            |                    |                      |    |
| Corea del Sur                   | Gaon Chart         | Top 200 álbumes      | 60 |
| Corea del Sur                   | Gaon Chart         | International albums | 1  |
| Japón                           | Oricon             | Top 50 álbumes       | 48 |
| Taiwán                          | Five Music         | Top 100 álbumes      | 1  |
| Europa                          |                    |                      |    |
| Alemania                        | BVMI               | Top 100 álbumes      | 11 |
| Austria                         | Ö3 Hitradio        | Top 75 álbumes       | 9  |
| Bélgica (Bélgica neerlandófona) | Ultratop           | Top 100 álbumes      | 13 |
| Bélgica (Bélgica francófona)    | Ultratop           | Top 100 álbumes      | 16 |
| Escocia                         | OCC                | Top 40 álbumes       | 16 |
| España                          | PROMUSICAE         | Top 100 álbumes      | 1  |
| Eslovaquia                      | Raadio 2           | Top 10 álbumes       | 24 |
| Grecia                          | Mahasz             | Top 40 álbumes       | 22 |
| Irlanda                         | IRMA               | Top 75 álbumes       | 28 |
| Italia                          | FIMI               | Top 100 álbumes      | 12 |
| Reino Unido                     | OCC                | Top 100 álbumes      | 17 |
| República Checa                 | IFPI               | Top 100 álbumes      | 23 |
| Rusia                           | Tophit             | Top 20 álbumes       | 1  |
| Países Bajos                    | AFP                | Top 50 álbumes       | 11 |
| Portugal                        | ZPAV               | Top 100 álbumes      | 7  |
| Suecia                          | Sverigetopplistan  | Top 60 álbumes       | 41 |
| Suiza                           | Swiss Music Charts | Top 100 álbumes      | 3  |
| Oceanía                         |                    |                      |    |
| Australia                       | ARIA               | Top 50 álbumes       | 9  |
| Nueva Zelanda                   | RIANZ              | Top 40 álbumes       | 23 |

## Certificaciones
| País    | Organismo certificador | Certificación | Ventas certificadas | Simbolización | Ref.  |
| ------- | ---------------------- | ------------- | ------------------- | ------------- | ----- |
| Eurasia |                        |               |                     |               |       |
| Rusia   | NFPF                   | Disco de oro  | 10 000              |               | [ 8 ] |

## Premios y nominaciones
| Año                    | Premiación | Premio                         | Nominación     | Resultado | Ref. |
| ---------------------- | ---------- | ------------------------------ | -------------- | --------- | ---- |
| Nominaciones y premios |            |                                |                |           |      |
| 2019                   | Grammys    | Best Pop Duo/Group Performance | «Fall in Line» | Nominado  |      |
| 2019                   | Grammys    | Best Rap/Sung Performanc       | «Like I Do»    | Nominado  |      |

## Historial de publicaciones
| País o estado              | Fecha               | Sello       | Edición(es) |
| -------------------------- | ------------------- | ----------- | ----------- |
| Historial de publicaciones |                     |             |             |
|                            | 15 de junio de 2018 | RCA Records | Estándar    |
| Canadá                     | 15 de junio de 2018 | RCA Records | Estándar    |
| Estados Unidos             | 15 de junio de 2018 | RCA Records | Estándar    |
| México                     | 15 de junio de 2018 | RCA Records | Estándar    |

## Créditos
Créditos de Liberation fueron adaptadas del sitio web de Allmusic.
| - Christina Aguilera - Artista principal, compositora, productora ejecutiva - 2 Chainz - Artista colaborador - Ty Dolla Sign - Artista colaborador - Kanye West - Compositor, productor - Demi Lovato - Artista colaborador - Mark Williams - Compositor, productor - Mitch Allan - Productor vocal - Tim Anderson - Compositor, productor - Makeida Beckford - Compositor - Jon Bellion - Compositor, Productor, vocales (Background) - Ross Birchard - Compositor - Bibi Bourelly - Compositor - Jahron Brathwaite - Compositor - Lily Bratman - Presta su voz en intro - Sofía Bratman - Presta su voz en intro - Nicholas Britell - Compositor, piano, productor, arreglos musicales - BRLLNT - Productor - Ernest Brown - Compositor - Lawrence Brown - Compositor - Ronald Brown - Compositor - Darhyl "DJ" Camper Jr. - Compositor, instrumentación, productor, programación - D'Anthony Carlos - Compositor - Roget Chahayed - piano - Sandy Chila - adicción al álbum - Vinnie Colaiuta - tambores - Raúl Cubina - Compositor, productor - DaHonorable C.N.O.T.E. - Productor - Eric Danchick - Producción adicional - Mike Dean - Compositor, productor - Scott Desmarais - Asistente - Dylan Dresdow - mezcla - Dumbfoundead - Producción adicional - Uzoechi Emenike - Compositor - Tauheed Epps - Compositor - Lauren Evans - vocales - Tim Fain - Violín - Robin Florent - Ssistente - Eric Frederic - Compositor - Chris Galland - Ingeniero de mezcla - Teddy Geiger - Compositor - Linda Glover - Compositor - Noah Goldstein - Producción adicional, compositor, Producción, Ingeníeria - Horgay Gordy - Compositor - Tyrone Griffin - Compositor - Charlotte Elder Groebe - Presta su voz en intro - Oscar Hammerstein II - Compositor - Erik Hassle - Compositor - Charlie Heat - Producción - Melvin Henderson - Compositor | - Rene Hilt - Compositor - Hudson Mohawke - Producción - Ilsey Juber - Compositor, vocales - Keida - Artista colaborador, vocales - Elizabeth Komba - vocales - Kosine - Productor - Dave Kutch - masterización - Kirby Lauryen - Compositor, producción, vocales - Chinsea Lee - Compositor - Sang Hyeon Lee - Compositor - LunchMoney Lewis - Compositor - Audra Mae - Compositor, vocales - Bill Malina - ingeníeria - Manny Marroquin - Mezcla - Carlton Mays - Compositor - Melbeatz - Producción - Julia Michaels - Compositor - MNEK - Ingeniero, producción, programación, vocales - Rob Moose - Viola, Violín - Ashley Morente - Presta su voz en intro - Jairus Mozee - Guitarra - Keith Naftaly - A&R - Neenyo - Productor - Bryan Nelson - Compositor, instrumentación, productor, programación - Anderson Paak - Compositor, productor, vocales - Marcos Palacios - Compositor - Jonathan Park - Compositor - Tayla Parx - Compositor, ingeniero, vocales - Tom Peyton - Compositor - Whitney Phillips - Compositor - Che Pope Compositor, producción - Pro Logic - Ingeniero vocal - Carlitos Del Puerto - Bajo - Oscar Ramírez - Ingeniero vocal - Ricky Reed - Guitarra, producción, programación - Scott Robinson - ingeniero vocal - Richard Rodgers - compositor - Summer Rain Rutler - Presta su voz en intro (hija de Aguilera) - Aria Sage - Presta su voz en intro - Sango - Productor - Janne Schaffer - Compositor - Sean Seaton - Compositor - Shenseea - Artista colaborador - Jonathan Simpson - Compositor, vocals - Allen Story - Compositor - Caitlin Sullivan - Violonchelo - Ryan Svendsen -Fliscorno, Trompeta - Justin Tranter - Compositor - Kai Wright - Compositor |